# Jacques Fatton
Jacques Fatton (Exincourt, 19 december 1925 - Genève, 27 juni 2011) was een Zwitsers voetballer die speelde als aanvaller.

## Carrière
Fatton speelde gedurende zijn hele loopbaan voor Servette met een periode van drie seizoenen bij het Franse Olympique Lyon. Hij werd drie keer topschutter van de Zwitserse hoogste klasse en werd met Servette vier keer landskampioen en won een keer de beker.
Op de lijst van meest trefzekere speler in de hoogste klasse staat hij 49ste met 307 doelpunten.
Fatton maakte zijn debuut op 11 mei 1946 onder bondscoach Karl Rappan tegen Oostenrijk. Hij speelde in totaal 53 interlands waarin hij 29 keer kon scoren. Hij nam met Zwitserland deel aan het WK 1950 in Brazilië en aan het WK 1954 in eigen land.

## Erelijst
- Servette FC Genève
  - Landskampioen: 1946, 1950, 1961, 1962
  - Landskampioen topscorer: 1949, 1950, 1962
  - Zwitserse voetbalbeker: 1949